# Могилёвец, Юрий Климентьевич
Юрий Климентьевич Могилёвец — хозяйственный, государственный и политический деятель СССР.

## Биография
Родился в 1938 году. Член КПСС.
С 1958 года — на хозяйственной, общественной и политической работе. В 1958—1996 гг. — ответственный сельскохозяйственный и партийный работник в Туркменской ССР, заведующий Сельскохозяйственным отделом ЦК КП Туркменистана, заведующий Отделом сельского хозяйства и пищевой промышленности ЦК КП Туркменистана, председатель Ашхабадского облисполкома, 1-й секретарь Ашхабадского областного комитета КП Туркменистана, 1-й заместитель председателя Совета Министров Туркменской ССР.
Избирался депутатом Верховного Совета Туркменской ССР 10-го созыва, Верховного Совета СССР 11-го созыва и народным депутатом СССР.
Делегат XXVII съезда КПСС.
Живёт в России.